# Joko Beck
Charlotte Joko Beck (27 de marzo de 1917 - 15 de junio de 2011) fue una profesora americana de Zen y la autora de los libros Everyday Zen: Love and Work y Nothing Special: Living Zen. Nacida en Nueva Jersey, estudió música en el Conservatorio Oberlin de Música y trabajó durante un tiempo como una pianista y profesora de piano.
Se casó y tuvo cuatro hijos, luego se separó de su esposo y trabajó como profesora, secretaria, y asistente en un departamento de universidad. 

## Libros
- Everyday Zen: Love and Work (edited by Steve Smith; 1989) ISBN 0-06-060734-3.
- Nothing Special: Living Zen (1993) ISBN 0-06-251117-3.